# Stainach
Stainach är huvudorten i kommunen Stainach-Pürgg i distriktet Liezen i förbundslandet Steiermark i Österrike. Stainach var tidigare en självständig kommun, men blev den 1 januari 2015 en del av den nybildade kommunen Stainach-Pürgg.